# 神田道夫
神田 道夫（かんだ みちお、1949年12月 - 2008年2月1日以降）は、日本の元冒険家。熱気球による長距離飛行や山越えに挑戦していた。埼玉県比企郡川島町教育委員会職員。
2008年1月31日、栃木県から熱気球で太平洋横断を目指したが翌2月1日に消息不明となった。

## 経歴
28歳の時にテレビで熱気球に魅せられ、29歳の時に熱気球のパイロットの資格を取得する。その後、数百回の飛行を重ね、1984年に中軽量級長距離世界記録を達成したのを始め、同-高度世界記録、同-長距離世界記録、同-滞空時間世界記録などを樹立した。2004年と2007年には熱気球による太平洋横断に挑戦したがいずれも成功しなかった。三度目の挑戦で行方不明となり、死亡したものとみられている。

### 3度目の太平洋横断挑戦と消息不明
2008年1月31日、熱気球「スターライト号」に乗り、単独太平洋横断のため栃木県を出発したが、2月1日を最後に連絡が取れなくなった。
11日には神田が最後に連絡を取ったとみられる位置からアメリカ沿岸警備隊が北東に約480キロの海上で筒型の漂流物を見つけたが神田に関係があるかどうか分からなかった。2月16日、アメリカ沿岸警備隊は消息を絶ってから2週間余り経過し、新たな手掛りが見つかる可能性は低いとして捜索の打ち切りを発表した。
同年、2004年の太平洋横断挑戦に同行した石川直樹が神田を題材にルポルタージュ『最後の冒険家　太平洋に消えた神田道夫』を執筆、開高健ノンフィクション賞を受賞している。

## 記録
- 高度世界記録 12,910m
- 長距離世界記録 2,366km
- 滞空時間世界記録 50時間38分

## 受賞歴
- 植村直己冒険賞 - 2000年度
- 国際航空連盟「FAI モンゴルフィエ・ディプロマ」 - 1988年
- 国際航空連盟「FAI ポールティサンディエ」 - 1997年
- 日本航空協会「航空スポーツ賞」 - 1984年・1989年・1995年・1998年
- 日本気球連盟「イカロス賞」 - 1983年・1988年・1994年・1997年